# 新仙鶴神針
《新仙鶴神針》，是一部由徐克監製、陳木勝執導的武俠電影，劉志豪任動作設計，根據臥龍生名作《仙鶴神針》改編。

## 劇情大綱
本片共區分為八個段落，各段落則有一大綱要。

序：武林大會　謹記帶旗
燕雲十八騎之首曹雄（張鐵林 飾）召集武林大會試圖統一江湖，給武林中各門派劃出勢力範圍，各派紛紛前往。點蒼派師徒一陽子（劉松仁 飾）和馬君武（梁朝偉 飾）混跡其中，可惜與諸多大門派相比，師徒二人，實顯單薄，而且沒有帶門派大旗，師徒只得臨時以血指畫出一把小旗，掛在馬臀上。途中君武更結識了駕鶴美女白雲飛（梅艷芳 飾），雙方互生情愫。

壹：平息干戈　各人自保
江湖紛爭，人人稱武林盟主，其中最有勢力的當屬「天龍幫」，幫主蘇鵬海（吳啟華 飾）陰鷙狠毒、財大氣粗，其妹玉簫仙子（劉錦玲 飾）則淫賤放蕩，在一眾幫派中最為突出。九大門派在九州府集合後，各懷鬼胎卻口口聲聲喊著「武林一家，齊保江湖」，不久即遭到蘇鵬海毒蝙蝠的偷襲，雖得白雲飛的仙鶴所助，驅走蝙蝠，但各大門派首領已受傷大半。

貳：千年火龜　歸元秘笈
馬君武與白雲飛為救眾人，一同騎著仙鶴玉玉去尋找千年火龜。即將得手之際，藍小蝶（關之琳 飾）猝然殺出，搶走火龜膽，引出了白雲飛與藍小蝶的一段恩怨。

參：兩代情結　問我是誰
馬君武與白雲飛追至海上大船，被藍小蝶告知，白雲飛本是前朝公主。戰亂之際，藍小蝶之父藍海萍（徐少強 飾）為救白，拋妻棄女二十五年。藍小蝶之母含恨死去，小蝶因此要向白雲飛及「負心」的父親復仇。藍白二人交手，兩敗皆傷，馬君武取走龜膽，白隨之離去。

肆：人人犯我　我為人人
江湖的險惡與荒謬在這裡被無情調侃，受傷眾人懷疑曹雄勾結天龍幫，將其一眾人馬拘禁。一陽子不忍，偷偷將其放走，卻被曹雄陷害遭眾人圍攻；各大門派在師長受傷的情況下，一幫年輕弟子密謀篡位。白雲飛留給馬君武《歸元密笈》，讓其練成替眾人治病，反令馬君武與一陽子遭到曹雄等人的追殺。馬君武與一陽子各帶半部密笈分開逃走，曹雄搶到半部，但也跌落山崖。

伍：我要報仇　你要報仇
摔下山的曹雄疊逢奇遇，練就曠世奇功，引起了有關復仇的爭論，被困老者信奉有仇必報，本來想假借曹雄之手復仇，卻被曹雄作為首個復仇對象殺死。 

陸：仙鶴神針　忠臣何價
藍海萍將恩恩怨怨的經過告知白雲飛，後為救女傷，爭執中跌落山崖。曹雄重返武林大會，先後殺死蘇鵬海兄妹。藍小蝶亦中了曹雄之春藥，逃出後與馬君武發生關係。

柒：廿年恩怨　歷史重演
白雲飛與藍小蝶相約決鬥，曹雄中途殺出，欲將其一網打盡。一陽子將另外半部密笈與藍海萍合葬，大雨中，密笈溶化，滲入體內，使之死而復生。藍海萍、一陽子、馬君武趕到助戰，五人聯手仍不是曹雄對手。白雲飛用笛子將曹雄吹脹，二人一起消失蒼穹之中。

終：陽關大道　武林盟主
藍海萍與女兒決意找回白雲飛，藍小蝶更與馬君武相約雙妻之制。反之，一陽子和馬君武則帶著「武林盟主」之旗，討論將買賣旗之生意，消失於黃土之中……

## 人物角色
| 演員   | 角色     | 粵語配音 | 備註                           |
| 梅艷芳 | 白雲飛   | 黃玉娟   | 前朝公主、藍海萍之徒           |
| 劉松仁 | 一陽子   | 劉松仁   | 點蒼掌門、馬君武之師父         |
| 梁朝偉 | 馬君武   | 梁朝偉   | 點蒼少數弟子之一、一陽子之徒   |
| 關之琳 | 藍小蝶   | 馮蔚衡   | 藍海萍之女、與馬君武有一宿之情 |
| 吳啟華 | 蘇鵬海   | 陳欣     | 天龍幫幫主、玉蕭仙子之兄       |
| 劉錦玲 | 玉蕭仙子 | 沈小蘭   | 天龍幫大小姐、蘇鵬海之妹       |
| 張鐵林 | 曹雄     | 潘文柏   | 燕雲十八騎之首、武林大會主持人 |
| 徐少強 | 藍海萍   | 徐少強   | 白雲飛之師父、藍小蝶之父       |

## 主題曲
| 曲別 | 歌曲           | 作詞           | 作曲   | 編曲   | 監製       | 演唱           |
| ---- | -------------- | -------------- | ------ | ------ | ---------- | -------------- |
| 插曲 | 《新仙鶴神針》 | 改編詞：何莉莉 | 吳大江 |        | C. Y. Kong | 梅艷芳、張學友 |
|      | 《傲》         | 黃霑           | 黃霑   | 雷頌德 |            | 辛曉琪         |

## 外部連結
- 開眼電影網上《新仙鶴神針》的資料（繁體中文）
- 豆瓣电影上《新仙鶴神針》的資料 （简体中文）
- 时光网上《新仙鶴神針》的資料（简体中文）
- AllMovie上《新仙鶴神針》的资料（英文）
- 爛番茄上《新仙鶴神針》的資料（英文）
- 香港影庫上《新仙鶴神針》的資料（繁體中文）
- 互联网电影数据库（IMDb）上《新仙鶴神針》的资料（英文）